# گریگوری نیکوترو
گریگوری نیکوترو (انگلیسی: Gregory Nicotero؛ زادهٔ ۱۵ مارس ۱۹۶۳) یک چهره‌پرداز، هنرپیشه، کارگردان، فیلم‌نامه‌نویس، تهیه‌کننده، و مهندس اهل ایالات متحده آمریکا است.
از فیلم‌ها یا برنامه‌های تلویزیونی که وی در آن نقش داشته است می‌توان به روز مردگان، مردگان متحرک، تپه‌ها چشم دارند اشاره کرد.
وی همچنین برنده جوایزی همچون جایزه امی شده است.